# إدوارد بيكرينغ
إدوارد بيكرينغ (بالإنجليزية: Edward Hayes Pickering)‏ (21 مايو 1807 - 19 مايو 1852) هو كاهن أنجليكاني ولاعب كريكت بريطاني (وحمل سابقاً جنسية المملكة المتحدة لبريطانيا العظمى وأيرلندا).